# El topo
El Topo (prt/bra: El topo) é um filme mexicano de 1970, do gênero western surrealista, dirigido, escrito e protagonizado por Alejandro Jodorowsky.
Caracterizado por ocorrências e personagens bizarros, há performance de mutilação e nanismo, com referências ao simbolismo cristão e à filosofia oriental.

## Elenco
- Alejandro Jodorowsky - El Topo
- Brontis Jodorowsky - Filho
- Alfonso Arau
- José Luis Fernández
- Alf Junco as Bandit
- Jacqueline Luis - Esposa de El Topo
- Mara Lorenzio - Mara
- Paula Romo - Mulher de Preto
- David Silva - Coronel
- Héctor Martínez
- Juan José Gurrola
- Víctor Fosado
- Alisha Newton
- Agustín Isunza